# Fotografía de modas

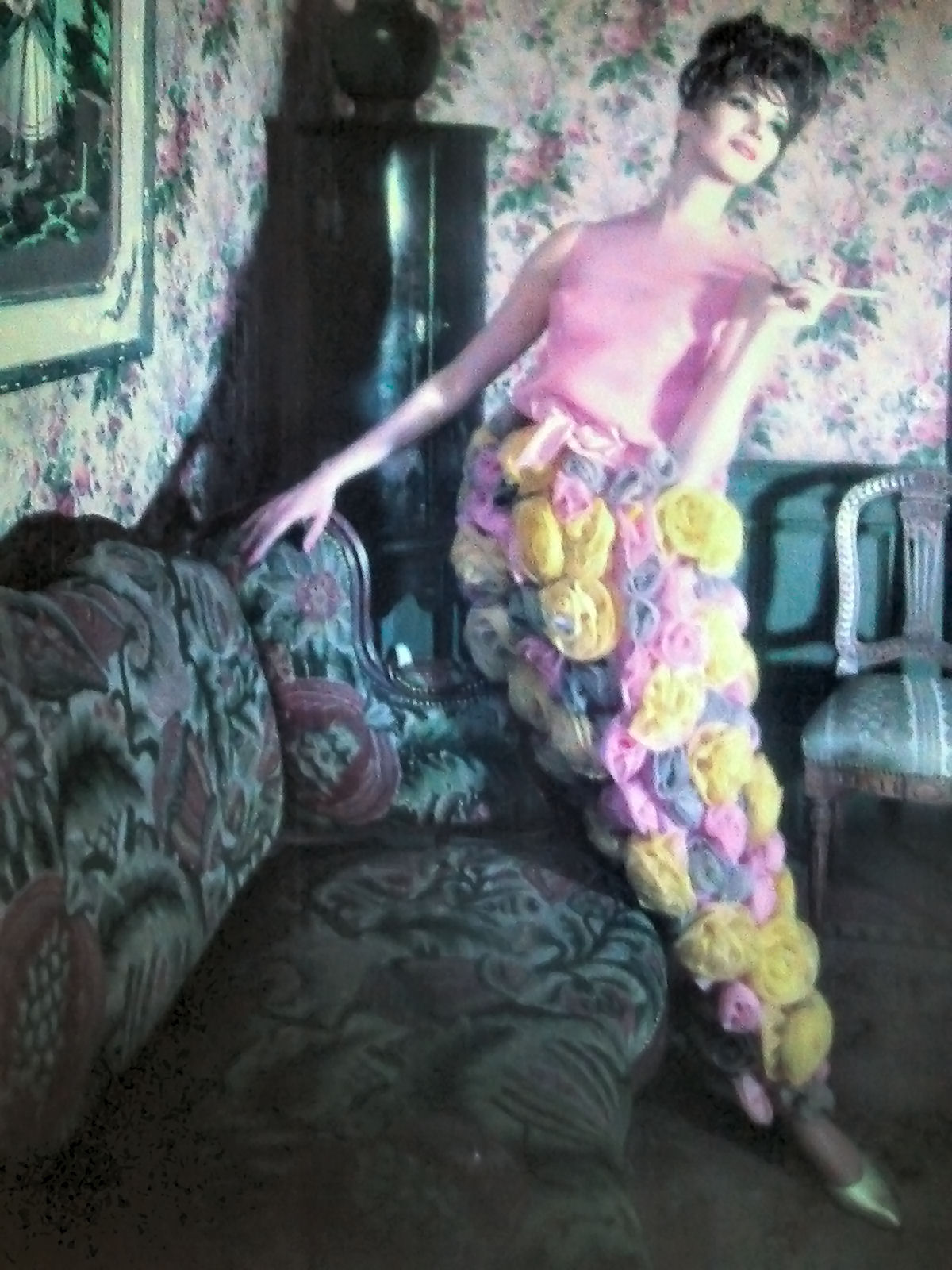
La modelo Wilhelmina Cooper posando para Edgar de Evia a fines de los años 1950.

La fotografía de moda es un género fotográfico dedicado a ilustrar ropa, joyas, cosméticos y otros artículos relacionados con la moda. Estas fotografías son publicadas, a menudo, en anuncios publicitarios y revistas especializadas, como Vogue y Elle. A través del tiempo, la fotografía de modas ha desarrollado su propia estética, donde las prendas de vestir y los accesorios suelen estar acompañados de historias y lugares exóticos elegidos por los fotógrafos para tales fines. 

## Historia
La fotografía fue desarrollada en los años 1830, pero su primera técnica popular, el daguerrotipo, no era conveniente para la impresión masiva. En 1856, Adolphe Braun publicó un libro con 288 retratos de Virginia Oldoini, la Condesa de Castiglione, una noble toscana en la corte de Napoleón III. Las imágenes la mostraban con su atuendo de corte oficial, lo que la convirtió en la primera modelo.

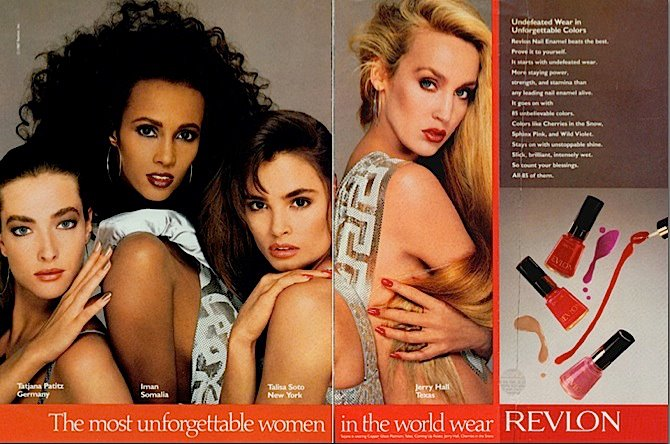
Las modelos Tatjana Patitz, Iman, Talisa Soto y Jerry Hall retratadas por Richard Avedon para un anuncio de cosméticos Revlon de 1985.

En la primera década del siglo XX, los avances en la impresión de tonos medios permitió que las fotografías fueran incluidas en revistas. La fotografía de modas apareció por primera vez en publicaciones francesas, como La Mode Practique. En 1909, la editorial Condé Nast se hizo cargo de la revista Vogue, contribuyendo al origen de la fotografía de modas. Se puso especial énfasis en preparar las sesiones fotográficas, un proceso desarrollado primeramente por el barón Adolf de Meyer, quien retrataba a las modelos en ambientes y poses naturales. Vogue fue seguida por su rival, Harper's Bazaar, liderando ambas el campo de la fotografía de modas durante los años 1920 y 30. Fotógrafos como Edward Steichen, Horst P. Horst, Man Ray y Cecil Beaton transformaron este género en una destacada forma de arte. Europa, especialmente Alemania, fue por un corto período la líder en la fotografía de modas.
Mientras la Segunda Guerra Mundial se aproximaba, la atención se centró en Estados Unidos, donde Vogue y Harper's continuaban con su vieja rivalidad. Fotógrafos como Irving Penn, Martin Munkácsi, Richard Avedon y Louise Dahl-Wolfe le dieron forma a la fotografía de modas en los años posteriores. Los artistas abandonaron sus métodos rígidos por un estilo mucho más libre. En 1936, Munkácsi retrató por primera vez a modelos en poses deportivas en una playa. Bajo la dirección artística de Alexander Brodovich, Harper's Bazaar introdujo este nuevo estilo a sus páginas.

## Presente
Tras la muerte de Richard Avedon, Helmut Newton y Herb Ritts, algunos de los más connotados fotógrafos de modas son Terry Richardson, Mario Testino, Annie Leibovitz, Patrick Demarchelier, Steven Meisel, Mario Sorrenti, Mikael Jansson, Ellen von Unwerth y David LaChapelle. En España, los más destacados son Antoni Bernad, Manuel Outumuro, Manuel Ferrater y Txema Yeste, entre otros.